# Поддубье (Волосовский район)
Подду́бье (фин. Podobia) — деревня в Бегуницком сельском поселении Волосовского района Ленинградской области.

## История
Упоминается на карте Ингерманландии А. И. Бергенгейма, составленной по материалам 1676 года, как деревня Podubia.
На шведской «Генеральной карте провинции Ингерманландии» 1704 года — как деревня Padubia.
Деревня Подобия обозначена на «Географическом чертеже Ижорской земли» Адриана Шонбека 1705 года.
Мыза Падубие обозначена на карте Ингерманландии А. Ростовцева 1727 года.
На карте Санкт-Петербургской губернии Я. Ф. Шмита 1770 года обозначена деревня Поддубье.
На карте Санкт-Петербургской губернии Ф. Ф. Шуберта 1834 года упоминается деревня Поддубье, а также расположенная к югу от неё деревня Поддубье при усадьбе помещицы Сверчковой.

ПОДДУБЬЕ — деревня, принадлежит наследникам коллежского советникаа Вахтина, число жителей по ревизии: 14 м. п., 14 ж. п.
 
ПОДДУБЬЕ — деревня, принадлежит действительной статской советнице Сверчковой, число жителей по ревизии: 33 м. п., 39 ж. п. (1838 год)

В пояснительном тексте к этнографической карте Санкт-Петербургской губернии П. И. Кёппена 1849 года она записана как деревня Podobia (Поддубье) и указано количество её жителей на 1848 год: савакотов — 28 м. п., 27 ж. п., всего 55 человек. В примечании же указано, что в деревне живут также русские, которых меньше, чем финнов.
На карте профессора С. С. Куторги 1852 года упоминается деревня Поддубье, а также расположенная к югу от неё деревня Малое Поддубье Сверчковой.

ПОДДУБЬЕ — деревня жены капитана барона Корфа, по просёлочной дороге, число дворов — 5, число душ — 12 м. п. 

ПОДДУБЬЕ — деревня жены капитана Сверчкова, по просёлочной дороге, число дворов — 9, число душ — 25 м. п. (1856 год)

ПОДДУБЬЕ I — деревня, число жителей по X-ой ревизии 1857 года: 22 м. п., 21 ж. п., всего 43 чел.

ПОДДУБЬЕ II — деревня, число жителей по X-ой ревизии 1857 года: 15 м. п., 19 ж. п., всего 34 чел.

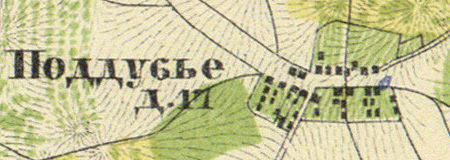
Деревня Поддубье на карте 1860 года

Согласно «Топографической карте частей Санкт-Петербургской и Выборгской губерний» 1860 года деревня Поддубье состояла из 17 крестьянских дворов.

ПОДДУБЬЕ — деревня владельческая при колодце, по левую сторону 1-й Самерской дороги в 43 верстах от Ямбурга, число дворов — 7, число жителей: 26 м. п., 29 ж. п.

ПОДДУБЬЕ — деревня владельческая при колодце, по левую сторону 1-й Самерской дороги в 43 верстах от Ямбурга, число дворов — 10, число жителей: 31 м. п., 40 ж. п. (1862 год)

ПОДДУБЬЕ I — деревня, по земской переписи 1882 года: семей — 14, в них 26 м. п., 30 ж. п., всего 56 чел.

ПОДДУБЬЕ II — деревня, по земской переписи 1882 года: семей — 10, в них 16 м. п., 25 ж. п., всего 41 чел.

ПОДДУБЬЕ I — деревня, число хозяйств по земской переписи 1899 года — 11, число жителей: 30 м. п., 28 ж. п., всего 58 чел.; разряд крестьян: бывшие владельческие; народность: русская — 29 чел., финская — 22 чел., смешанная — 7 чел.

ПОДДУБЬЕ II — деревня, число хозяйств по земской переписи 1899 года — 7, число жителей: 16 м. п., 17 ж. п., всего 33 чел.; разряд крестьян: бывшие владельческие; народность: русская — 21 чел., финская — 12 чел.

В конце XIX — начале XX века деревня административно относилась к Княжевской волости 1-го стана Ямбургского уезда Санкт-Петербургской губернии. Население деревни было смешанным — финско-русским.
В 1904 году в деревне проживали 42 эстонских переселенца.
С 1917 по 1923 год деревня Поддубье входила в состав Рекковского сельсовета Княжевско-Ильешской волости Кингисеппского уезда.
С 1924 года в составе Худанского сельсовета Врудской волости.
Согласно данным переписи населения СССР 1926 года в деревне Поддубье проживали 120 человек, большинство русские, а также финны.
С 1927 года в составе Молосковицкого района.
С 1928 года в составе Смедовского сельсовета.
С 1931 года в составе Волосовского района.
По данным 1933 года деревня Поддубье входила в состав Смедовского сельсовета Волосовского района.

План деревни Поддубье. 1938 год

Согласно топографической карте 1938 года деревня насчитывала 27 дворов.
В 1940 году население деревни Поддубье составляло 133 человека.
C 1 августа 1941 года по 31 декабря 1943 года деревня находилась в оккупации.
С 1954 года в составе Чирковицкого сельсовета.
С 1963 года в составе Кингисеппского района.
С 1965 года вновь в составе Волосовского района. В 1965 году население деревни Поддубье составляло 80 человек.
По данным 1966 года деревня Поддубье также находилась в составе Чирковицкого сельсовета.
По данным 1973 и 1990 годов деревня Поддубье входила в состав Терпилицкого сельсовета.
В 1997 году в деревне Поддубье проживали 13 человек, в 2002 году — 14 человек (все русские), деревня входила в Терпилицкую волость.
В 2007 году в деревне проживали 7 человек, деревня входила в состав Терпилицкого сельского поселения.
7 мая 2019 года деревня вошла в состав Бегуницкого сельского поселения.

## География
Деревня расположена в центральной части района на автодороге 41К-343 (подъезд к дер. Поддубье).
Расстояние до административного центра поселения — 8 км.
Расстояние до ближайшей железнодорожной станции Волосово — 16 км.

## Демография
| 1862 | 2002 | 2007 | 2010 | 2017 |
| ---- | ---- | ---- | ---- | ---- |
| 126  | ↘14  | ↘7   | ↗12  | ↘9   |

### Национальный состав
Согласно данным Всероссийской переписи населения 2021 года в деревне проживали 10 человек, все русские.